# 龙王沟水库
龙王沟水库是中国河南省南阳市卧龙区境内的一座水库，位于泗水河西支上，建于1960年。水库正常库容为2003万立方米，集雨面积为110平方千米，海拔为160米。